# Saint-Sauveur-sur-Tinée
Saint-Sauveur-sur-Tinée là một xã ở tỉnh Alpes-Maritimes, vùng Provence-Alpes-Côte d'Azur ở đông nam nước Pháp. Người dân ở đây được gọi là Blavets hay Sansavornins.